# شاه نعمت‌الله ولی
شاه نعمت‌الله ولی (نام کامل: نعمت‌الله بن عبداللَّه بن محمد بن عبداللَّه بن کمال الدین یحیی کوهبنانی کرمانی) ملقب به نورالدین و متخلص به سید و معروف به شاه نعمةاللَّه ولی (۷۳۱–۷۳۰)-(۸۳۲–۸۳۴) (هجری قمری)، حکیم، صوفی و عارف بزرگ ایران بود.
شاه نعمت‌الله از اقطاب و عرفای سدهٔ هشتم و نهم هجری است که طریقتی جدید در تصوف ایجاد کرد و در طریقت و تصوف مقامی بلند داشته است و پیروان سایر طریقت‌ها را نیز تحت تأثیر خود قرار داد، او از جمله حکما و شعرا و بزرگان تصوف ایران و مؤسس طریقت صوفیان نعمت‌اللهی است.

## زندگی

### ولادت
شاه نعمت‌الله ولی در سال ۷۳۰–۷۳۱ (هجری قمری) در کوهبنان متولد شد. او فرزندِ میر عبدالله ولی است. نسبتِ او مطابق نظریاتی سید است و نظریه دوم در مورد نسب شاه نعمت‌الله ولی ایشان را عجم و ایرانی اصل می‌دانند. از نوادگان او در حال حاضر با نام امیرحسین شاه نعمت الهی یاد می‌شود.
شاه خلیل‌الله فرزند شاه نعمت‌الله ولی تولد پدرش را در روز دوشنبه چهاردهم ربیع‌الاول ۷۳۱ دانسته است.
منبع اول: واعظی، عبدالعزیز بن شیر ملک، رساله در سیر حضرت شاه نعمت‌الله ولی، در
مجموعه در ترجمه احوال شاه نعمت‌الله ولی کرمانی، به تصحیح و مقدمه ژان اوبن، تهران، انجمن ایران‌شناسی فرانسه، ۱۳۳۵، ص ۲۷۴.
منبع دوم: دهش، مسعود، شاه نعمت‌الله ولی و مکتب کرمان، به انضمام تصحیح انتقادی هفت رساله از شاه نعمت‌الله ولی، تهران، مولی، ۱۳۹۷، ص۳۰.

### ورود به تصوف
او در سن ۵ سالگی با تصوف و عرفان آشنا شد و پدرش میر عبدالله، او را به مجالس صوفیه می‌برد. شهر حلب در آن زمان مرکز مکتب وحدت وجودی ابن عربی بود. شاه نعمت‌الله از این فرصت استفاده کرده و در حلب در خدمتِ محیی‌الدین ابن عربی قرار گرفت و از مکتب و عرفان او بهره برد. شاه نعمت‌الله برای پیشرفت در علوم و فراگیری بیشتر علوم دینی به شیراز سفر کرد. شهر شیراز در آن زمان از مراکز اصلی دروس فقه و مذاهب سنّی بود. شاه نعمت‌الله برای یافتن مرشد و مراد خود به این سو و آن سو و در خدمت شیوخ و مشایخ زیادی قدم برداشت.
شاه نعمت‌الله علوم مقدماتی را نزد شیخ رکن‌الدین شیرازی تحصیل کرده و علم بلاغت را خدمت شیخ شمس‌الدین مکی و حکمت را نزد سید جلال‌الدین خوارزمی و اصول و فقه را نزد قاضی عضدالدین ایجی آموخت و چون علوم ظاهری طبع او را قانع نمی‌کرد سال‌ها به ریاضت و تصفیه و تزکیه باطن مشغول گردید و در پی مراد به سیر و سفر پرداخت تا عاقبت به مکه مشرف شد و از دست شیخ عبدالله یافعی یکی از عرفای عصر خویش خرقه پوشید و به مراد خویش نایل آمد و دست ارادت بدو داد، چنان‌که در اشعار خود که از او یاد کرده است:
| شیخ ما در حرم محرم      |  | قطب وقت و یگانه عالم     |
| ز دمش مرده می‌شدی زنده   |  | نفسش همچو عیسی مریم      |
| نعمت‌الله مرید حضرت اوست |  | شیخ عبدالله است او فافهم |

شاه نعمت‌الله، به سیر و سفر در ممالک مصر و حجاز و ترکستان و ایران پرداخت و به نشر عرفان و تصوف همت گمارد. او بیست و چهار ساله بود که در مکه با شیخ عفیف‌الدین یافعی دیدار کرد. شیخ یافعی از عرفای بزرگ و با عظمت آن دوران به‌شمار می‌آمد. شاه نعمت‌الله هفت سال را با شیخ عارف سپری کرد و از او علوم و دانش‌های معنوی زیادی آموخت. شاه نعمت‌الله بعد از آن به مصر رفت و در آنجا به سوی جهان فرهنگ ایرانی روی آورد. وی در بازگشت به ایران پس از ازدواج با نوهٔ دختریِ میر حسینی هروی، به‌سوی کوهبنان کرمان عزیمت کرد و در آنجا به ریاضت طویل‌المدتی پرداخت که مکان مورد نظر به نام تخت امیر معروف است. در طول این مدت، افراد بسیاری در نزد او به تحصیل علوم و معارف صوفیه پرداختند و از محضر ایشان کسب فیض نمودند.

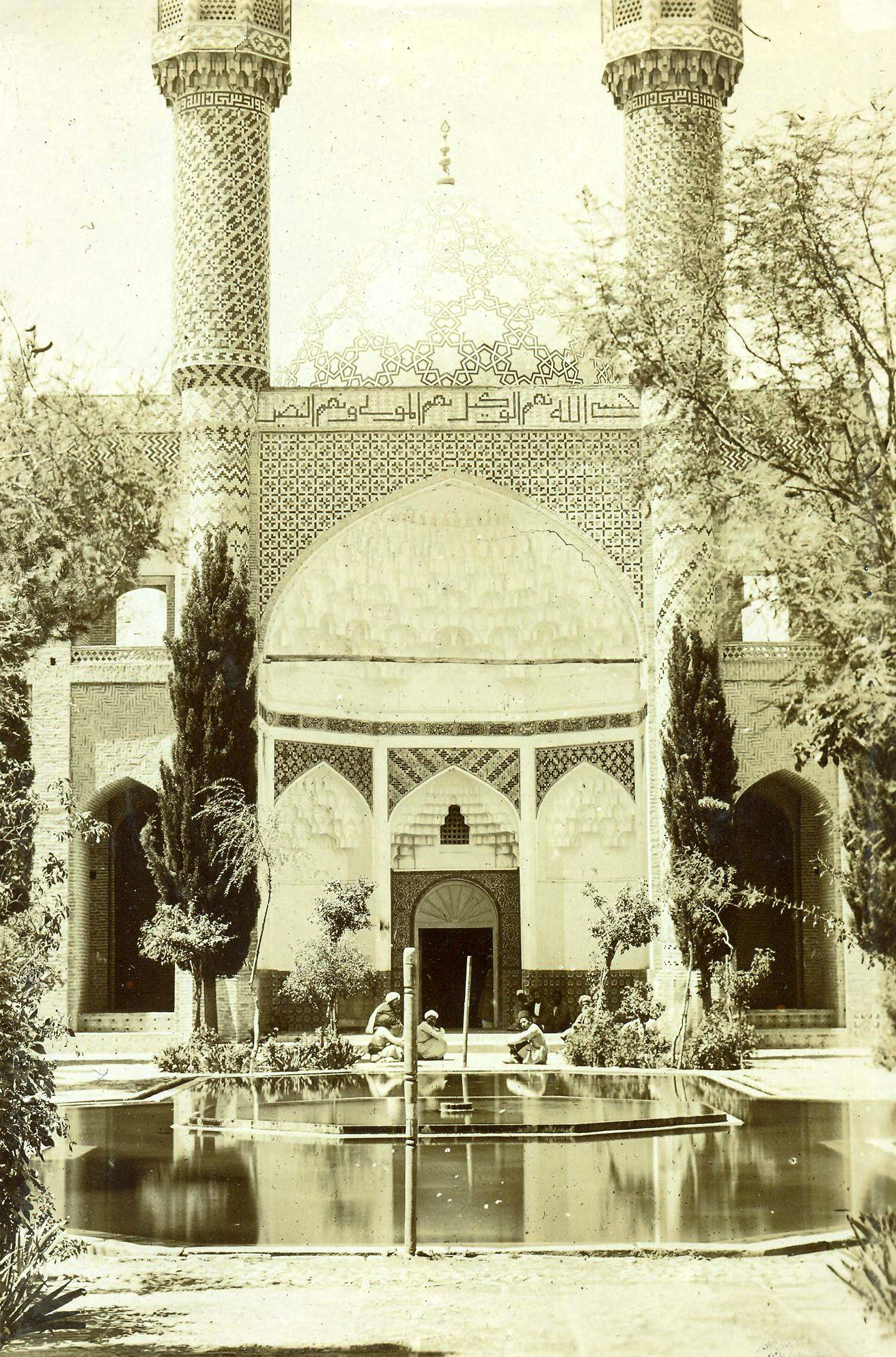
آرامگاه شاه نعمت‌الله‌ولی در زمان قاجار در ماهان.

### درگذشت
وی در سال ۸۳۴ هجری قمری در کرمان درگذشت و امیر شمس الدین محمد ابراهیم بمی، پدر سید طاهرالدین بمی، عارف نامیِ هم‌عصر شاه نعمت‌الله، از بم آمد و بر پیکر شاه نعمت‌الله ولی در مسجد جامع کرمان نماز خواند و پس از خواندن نماز میت پیکر پاک شاه نعمت‌الله بر دوش ارادتمندان و پیروان و اکابر و اهالی کرمان از مسجد جامع کرمان تا خانقاه ماهان حمل شد و سرانجام در مراسم تشییع با شکوهی در باغ خانقاهش به خاک سپرده شد.
منبع: کرمانی، عبدالرزاق، تذکره در مناقب حضرت شاه نعمت‌الله ولی، به تصحیح و مقدمۀ ژان اوبن، تهران، انجمن ایران‌شناسی فرانسه، ۱۳۳۵، ص ۱۳۰ و
دهش، مسعود، شاه نعمت‌الله ولی و مکتب کرمان، تهران، مولی، ۱۳۹۷، ص ۷۱.
مدتِ زندگانیِ شاه نعمت‌الله ولی ۱۰۴ سال ذکر شده است و خود او تا ۹۷ سالگیِ خود را بیان داشته است:
| نود و هفت سال عمر خوشی |  | بنده را داد حیّ پاینده |

پیکر وی در آرامگاه شاه نعمت‌الله‌ولی در شهر ماهان به خاک سپرده شده است.

## نسبت خرقۀ شاه نعمت‌الله ولی
شاه نعمت‌الله ولی -> عبدالله یافعی -> صالح بربری -> نجم‌الدین کمال کوفی -> ابوالفتوح صعیدی -> ابومدین -> ابوالسعود اندلسی -> ابوالبرکات -> ابوالفضل بغدادی -> احمد غزالی -> ابوبکر نساج -> ابوالقاسم گرّکانی -> ابوعثمان مغربی -> ابوعلی کاتب -> ابوعلی رودباری -> جنید بغدادی -> سری سقطی -> معروف کرخی -> داوود طائی -> حبیب عجمی -> حسن بصری -> علی بن ابی طالب -> محمدبن عبدالله و در نقل قولی دیگر نسب وی از طریق معروف کرخی به علی بن موسی الرضا و ائمهٔ قبلی اثنی عشریه می‌رسد.

## شعرها
شاه نعمت‌الله ولی دارای دیوانی است که از جمله مشتمل بر قصاید و غزلیات و ترجیعات و مثنویات و قطعات و دوبیتی‌ها و رباعیات است.
- دیوان شاه نعمت‌الله ولی در مجموع ۱۵۱۴۲ بیت است: ۱۱۰۶۱ بیت غزل، ۶۶۰ بیت قصیده، ۱۳۹۹ بیت مثنوی، ۴۸۹ بیت قطعه، ۲۰۷ بیت ترجیع‌بند، ۴۰ بیت مستزاد، ۹۲ بیت سؤال و جواب، ۵۸۸ بیت رباعی، ۳۴۰ بیت دوبیتی و ۲۶۶ بیت مفرد با تصحیح عزیزالله علیزاده در ۱۲۱۶ صفحه در دو جلد توسط انتشارات فردوس تهران منتشر شده است.[۵]
- کلیات شعرهای وی به کوشش جواد نوربخش در یازده نوبت در ایران منتشر گردیده است. در مقدمه کلیات، ۷ نسخه خطی (کتابخانه ملک - شماره ۵۲۹۸؛ کتابخانه مجلس - ش ۱۳۵۴۹؛ کتابخانه مرکزی دانشگاه - ش ۵۱۰۹؛ آستان قدس رضوی -ش ۴۶۷۹؛ خانقاه نعمت‌اللهی در تهران - قرن دهم هجری؛ نسخه آقای روح‌الامینی ۱۲۶۲ ه‍.ق نسخه آقای ترقی ۹۹۶ ه‍.ق) و یک نسخه چاپ سنگی منابع تصحیح این کلیات ذکر شده است.[۶]

###### سایر نوشته‌ها
- شرح لمعات: شامل یک دیباچه و شرح ۲۷ لمعه از فخرالدین ابراهیم عراقی[۷]
- رساله‌های شاه نعمت‌الله ولی: مجموعه‌ای از ۹۷ رساله[۸]

## نسبت دادن پیشگویی
در فضای مجازی و برخی وبگاه‌ها شعرهایی به شاه نعمت‌الله ولی نسبت داده شده است و ادعا شده که وی بخشی از تاریخ ایران را از دوران صفویان تا کنون پیشگویی کرده و پس از جمهوری اسلامی، مهدی ظهور می‌کند. در صورتی که طبق متن اصلی شعر مورد نظر مشخص می‌شود که بسیاری از بیت‌ها و پیشگویی‌های نسبت داده شده به شاه‌نعمت‌الله ولی، به هیچ عنوان در شعر اصلی این شاعر وجود ندارند.

## تأکید بر حضور در اجتماع
از جمله توصیه‌ها و سفارش‌های شاه نعمت‌الله ولی به مریدان خود این بود که برای تصفیۀ دل و تزکیه نفس باید بدون در نظر گرفتن کیش و دین و آیین و مذهب، شفقت به خلق خدا کنید و در خدمت خلق باشید و در خدمت به مردم کوتاهی نکنید و از هیچ کوششی مضایقه نکنید و در اجتماع حاضر باشید. از همین نکته می‌توان استنتاج کرد که او مردم و مریدانش را از رهبانیت و گوشه‌گیری و بی‌میلی و کناره‌گیری از اجتماع پرهیز می‌دهد و به خدمت خلق و حضور در اجتماع دعوت می‌کند و البته بیان می‌دارد که دل به دنیا و مادیات آن نبندید و خود را برای سفر آخرت آماده کنید:
| ذکر حق ای یار من بسیار کن |  | گر توانی کار کن در کارکن |

## اهتمام به کار کردن
عبدالرزاق کرمانی در بیان اعتقاد شاه نعمت‌الله به کشاورزی می‌نویسد: «آن حضرت میل تمام به اقسام زراعت داشتند» و خود هر از گاهی به کار زراعت می‌پرداختند. برخلاف بسیاری از سران مذهبی دنیا گریز در فرقه‌های دیگر، شاه نعمت‌الله ولی برحضور در اجتماع و مشغول شدن به کار و دوری از تنبلی تأکید داشته است. البته این صرفاً یک دستور اخلاقی نبود بلکه این خود بخشی از برنامه‌های او برای پرورش معنوی مریدان خود بود.

## در کربلا
یکی از مناطقی که شاه نعمت‌الله ولی برای ریاضت و اربعین انتخاب نموده بود کربلا بود. وی گاهی چله نشینیهای سلوکی خود را در کربلا انجام می‌داد.

## آثار

### تالیفات
از آثار وی علاوه بر دیوان اشعار، حدود ۱۵۰ رساله موجود می‌باشد که اکثر این رساله‌ها تصحیح و منتشر شده است.
از آن جمله می‌توان به این موارد اشاره نمود: «نصیحت ملوک» و «نکات صغیر» و «شرح گلشن راز» و «معرفت نفس» و «مهدیه» و «برزخیه» و «أمانت» و «شرح فاتحه» و «شرح اخلاص» و «منهاج المسلمین» و «هدایت» و «مکاشفه» و «فیوضات» وغیرها.

### فعالیت‌های عمرانی
شاه نعمت‌الله ولی توجه خاصی به خدمات عام‌المنفعه داشت و در برخی از مناطق و شهرهای ایران مانند کوهبنان، ماهان، کرمان، ابرقو و تفت یزد اقدامات عمرانی مانند احداث ساختمان، باغ و حفر قنات به انجام رسانید که برخی از آن‌ها مانند عمارت شاه ولی در تفت یزد کماکان باقی است.

## شاه نعمت‌الله ولی و حافظ
گویند روزی شاه نعمت‌الله ولی سنگ‌پاره‌ای از زمین برداشته و به درویشی داد و فرمود که این سنگ را نزد جوهری برده و بپرس که قیمت این سنگ چنداست؟ چون قیمت معلوم کنی از جوهری گرفته و آن را بازآور چون درویش آن سنگ را به نظر جوهری بُرد، جوهری پاره‌ای لعل دید که در عمرِ خود مثل آن لعل ندیده بود. قیمت آن لعل را هزار درم گفت. درویش سنگ را بازگرفته به خدمت شاه بازآورد. شاه نعمت‌الله ولی گفت تا آن سنگِ لعل شده را صلایه نمود شربت ساخت و هر درویشی را قطره‌ای چشانید و گفت:
| ما خاک راه را به نظر کیمیا کنیم  |  | صد درد را به گوشهٔ چشمی دوا کنیم    |
| درحبسِ صورتیم و چنین شاد و خرّمیم  |  | بنگر که در سراچهٔ معنی چه‌ها کنیم    |
| رندانِ لاابالی و مستانِ سرخوشیم    |  | هشیار را به مجلسِ خود کی رها کنیم   |
| موجِ محیط و گوهرِ دریای عزتیم      |  | ما میل دل به آب و گِل، آخر چرا کنیم |
| در دیده رویِ ساقی و در دست جامِ می |  | باری بگو که گوش به عاقل چرا کنیم   |
| ما را نَفَس چو از دمِ عشق است لاجرم |  | بیگانه را به یک‌نفسی آشنا کنیم      |
| از خود برآ و در صفِ اصحابِ ما خرام |  | تا سیدانه روی دلت با خدا کنیم      |

این شرح کرامات و این اشعار منتشر می‌شد و حافظ نیز آن را شنید (در برخی منابع این ترتیب زمانی مورد تردید جدی قرار گرفته و شعر شاه را در پاسخ به غزل حافظ دانسته‌اند). حافظ که مردی دانشمند و عارف بود این غزل را ساخت:
| آنان که خاک را به نظر کیمیا کنند |  | آیا بود که گوشهٔ چشمی به ما کنند؟ |
| دردم نهفته بِه ز طبیبانِ مدّعی      |  | باشد که از خزانهٔ غیبم دوا کنند   |

اغلب صاحب‌نظران ادبیات فارسی و حافظ‌شناسان شناخته‌شده در درستی این روایت تردید دارند و غزل شاه نعمت‌الله را استقبال از غزل حافظ می‌دانند. جواد نوربخش گردآورنده و مصحح دیوان شاه‌نعمت‌الله که خود از اقطاب سلسله نعمت‌اللهی بود نیز در مقدمه این کتاب بر آن است که شاه‌نعمت‌الله به غزل حافظ پاسخ گفته است.